# Universität Stavanger

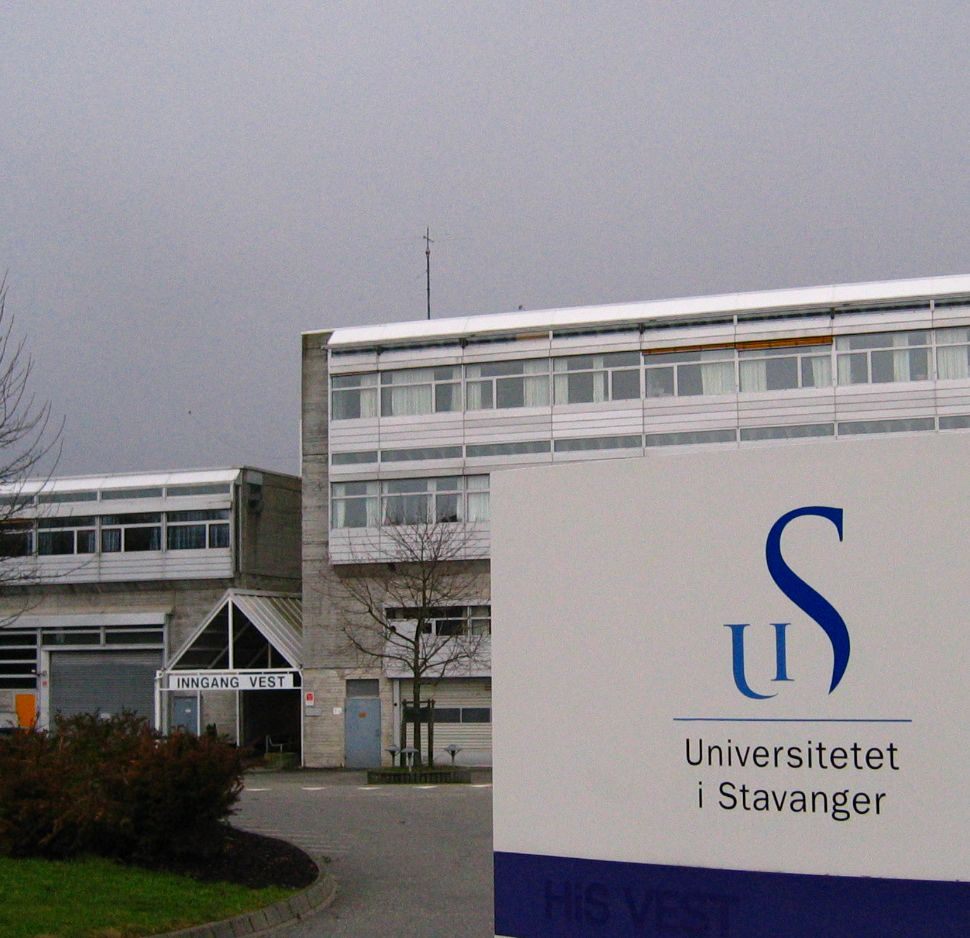
Eingang der Universität Stavanger

Die Universität Stavanger (norwegisch: Universitetet i Stavanger) ist eine staatliche Universität in Stavanger und hat circa 12.600 Studenten und 1.400 Angestellte. Rektor der Universität ist Klaus Mohn (2019–).

## Geschichte
Die Ursprünge der Universität gehen auf die 1969 gegründete Regionale Hochschule Rogaland zurück. Die unmittelbare Vorgängerinstitution, die Hochschule Stavanger, wurde am 1. August 1994 mit dem Zusammenschluss von sechs staatlichen und einer privaten Hochschule gegründet. Im Jahr 2000 wurde die Strategie entworfen, innerhalb vier Jahren den Universitätsstatus zu erlangen. Dafür nötig waren vier Doktoratsstudiengänge. Zu diesem Zeitpunkt konnte man bereits ein Doktorat in Erdöltechnik und Offshoretechnik erwerben. Im Juni 2003 erhielt die Hochschule auch das Recht, den Doktortitel in den Gebieten Heilpädagogik und Risikomanagement/Soziale Sicherheit zu vergeben. Noch im selben Monat wurde der Antrag auf den Universitätsstatus eingereicht. Dieser wurde im August 2004 durch die NOKUT (Norwegische Agentur für Qualitätssicherung im Bildungswesen) genehmigt. Am 1. Januar 2005 erhielt sie schließlich den angestrebten Universitätsstatus und am 17. Januar 2005 wurde die Universität Stavanger von Harald V. offiziell eröffnet.

## Fakultäten
Die Universität gliedert sich in drei Fakultäten:
- Humanistische Fakultät
- Gesellschaftswissenschaftliche Fakultät
- Technisch-Naturwissenschaftliche Fakultät